# فرانک جان هیوز
فرانک جان هیوز (انگلیسی: Frank John Hughes؛ زادهٔ ۱۱ نوامبر ۱۹۶۷) یک فیلم‌نامه‌نویس، تهیه‌کننده، بازیگر سینما، و هنرپیشه اهل ایالات متحده آمریکا است. وی از سال ۱۹۹۰ میلادی تاکنون مشغول فعالیت بوده است.

## گزیده فیلمشناسی
از فیلم‌ها یا برنامه‌های تلویزیونی که وی در آن نقش داشته است می‌توان به آثار زیر اشاره کرد.
- سوپرانوز (۱۹۹۹–۲۰۰۷)
- جوخه برادران (۲۰۰۱)
- موجه (مجموعه تلویزیونی) (۲۰۱۰–۲۰۱۵)
- ندای وظیفه ۲: سرخ بزرگ (۲۰۰۵)
- اگه میتونی منو بگیر (۲۰۰۲)
- پسران بد (۱۹۹۵)
- قتل عادلانه (۲۰۰۸)
- ۲۴ (۲۰۱۰)
- خاکسپاری (۱۹۹۶)
- شب جهنمی مبارک (۱۹۹۱)